# Правец (компьютер)
«Пра́вец» (болг. Правец, англ. Pravetz) — марка персональных компьютеров, производившихся на заводе в болгарском городе Правце.
В названии компьютеров «Правец» указано, что это персональные компьютеры (Personal Computer, PC и написания Pravetz Computer), «сделанные» в Болгарии.
Создателем первых болгарских компьютеров называют инженера Ивана Марангозова. Под его руководством и с помощью инженера Кынчо Досева на опытной базе Института технической кибернетики и робототехники (ИТКР) были выпущены первые 50 экземпляров ИМКО-1.
В 1982 году в Правце, городке в 70 км от Софии, началось строительство комбината микропроцессорной техники. Считается, что проект был поддержан Тодором Живковым, генеральным секретарем компартии Болгарии, который родился в селе Правец. Для этого была приобретена компания по производству компьютеров в США, а также акции западноевропейских и сингапурских компьютерных фирм, чтобы иметь возможность закупать комплектующие детали за рубежом. Первый компьютер, произведенный комбинатом, назывался «Правец-82» и был аналогом американского компьютера Apple II Plus.

## Выпущенные модели
- ИМКО-1[болг.] («Индивидуальный микрокомпьютер») — производился с 1980 по 1981 год. ОЗУ 16 КБ (расширяется до 64 КБ), ПЗУ 2 КБ или 8 КБ. Центральный процессор — Intel 8080[6] 2 МГц. Не имел дисковода (в то время в Болгарии они ещё не производились)[7], внешняя память — на магнитной ленте.

Первое представление болгарских микрокомпьютеров международной общественности состоялось на Международном симпозиуме по робототехнике, проходившем в Лондоне. Там была представлена система РОБКО-1, основанная на ИМКО-1. В то время подобные американские и японские системы управлялись мини-компьютерами и стоили на порядок больше.

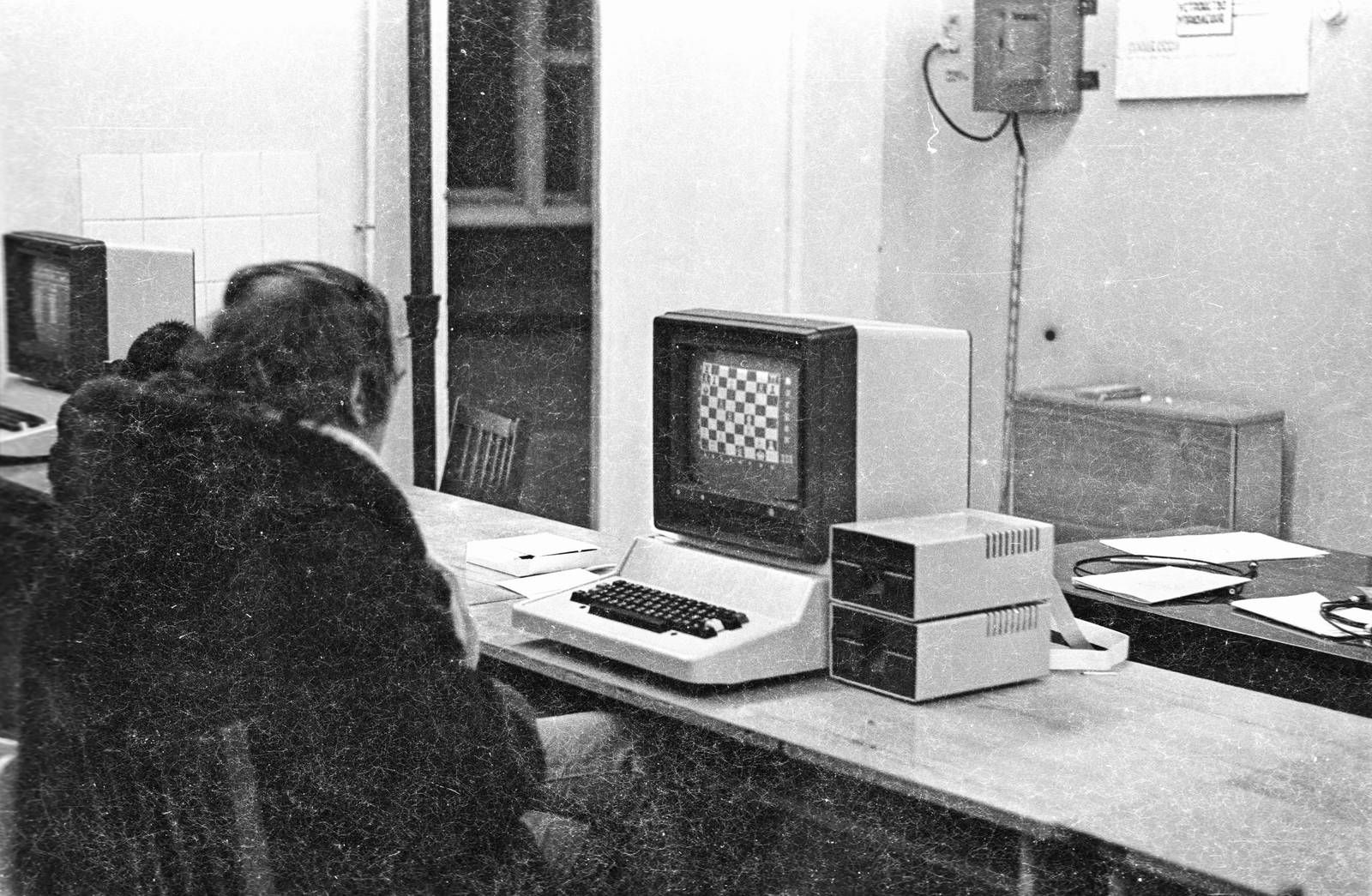
«Правец-82», установленный в компьютерном классе школы в Переславле-Залесском, 1985—1986 гг.

### Клоны моделей Apple
«Правец 8» — линейка 8-разрядных компьютеров, клонов Apple II, кроме «Правец 8D»:
- Правец 82 (ИМКО-2) — производился с 1982 по 1986 год, имел центральный процессор Synertek 6502 с частотой 1 МГц, ОЗУ 48 КБ с возможностью расширения до 64 КБ, ПЗУ 12 КБ, один или два внешних флоппи-дисковода 5,25". Максимальное разрешение в графическом режиме составляло 280×192 пикселей с возможностью использования шести цветов. Аналог Apple II Plus[5][8].
- Правец 8М (ИМКО-2М) — с CP/M-картой, двухпроцессорный: Synertek 6502 на частоте 1 МГц + Z80 на частоте 4 МГц, ОЗУ 64 КБ с возможностью расширения до 128 КБ. Существовал вариант «военного» исполнения, в котором монитор и два дисковода были объединены в одном корпусе. Производился с 1985 по 1987 год. Не имеет прямого аналога среди моделей Apple[9][10].
- Правец 8А[болг.] — аналог Apple II, производился с 1985 по 1988 год. Имел болгарский процессор CM630 с частотой 1 МГц (аналог 6502), ПЗУ 16 КБ, возможности расширения ОЗУ увеличены до 1080 КБ, при наличии 128 КБ ОЗУ в графическом режиме появилась возможность использовать разрешение 560×192 пикселей[5][11]. В 1988 году в Ташкенте было создано совместное советско-болгарское предприятие «Вариант», нацеленное на рынок компьютеров для школ. Предприятие собирало компьютеры «Правец-8А» из поставляемых из Болгарии компонентов, и устанавливало их в школах, ПТУ и техникумах Ташкента[5]. СП «Вариант» поставляло компьютеры в другие города, создав свои филиалы и технические центры. В Москве, Ленинграде, Вильнюсе, Нижнем Новгороде, Тольятти, Львове и других городах устанавливались классы из 11 компьютеров стоимостью около 60000 рублей СССР, что примерно равнялось цене одного персонального компьютера IBM PC/AT[5]. Поставки осуществлялись под контролем Госкомитета по народному образованию, что привело к тому, что вне школ было установлено только около 1000 машин[5].
- Правец 8E — аналог компьютера Правец 8А, копия Apple IIe, производился на Тайване. Использовался процессор Synertek 6502 с частотой 1 МГц. В сравнении с 8А удалены встроенная поддержка магнитной ленты и аппаратная поддержка кириллицы, появились проблемы с кириллицей. Производился в 1985 году.
- Правец 8С[болг.] — аналог Apple IIc. Также существовал вариант 8VC, использовался в качестве управляющей ЭВМ на производстве.
- Правец 8S — последний компьютер линейки. Производился с 1990 по 1994 год[12].

Компьютеры «Правец 8» были полностью совместимы с Apple II, как программно, так и аппаратно. Можно было без модификаций использовать программы оригинального Apple II, а также его платы расширения. ПЗУ знакогенератора и управляющих программ Монитора было незначительно модифицировано для поддержки кириллицы (прописные буквы кириллицы вместо строчных букв латиницы), а также для вывода на дисплей названия «ПРАВЕЦ» («ИМКО», «ИМКО-2М») вместо APPLE ][ при включении. Кроме того, для «Правец 8» выпускались свои платы расширения — для увеличения ОЗУ до 192 либо 256 КБ, а также плата U-LAN, позволяющая связать компьютеры в локальную сеть. Используемые операционные системы — Apple DOS, ProDOS, UCSD P-System, CP/M (с картой CP/M), наиболее часто использовавшиеся языки программирования — язык ассемблера, Applesoft BASIC, UCSD Pascal, Лого.
В конце 1980-х годов компьютеры «Правец 8» собирались в Ташкенте, на совместном узбекско-болгарском предприятии «Вариант», для нужд школьного образования Узбекской ССР. По некоторым данным, более 50 % компьютерных классов в школах Узбекистана (порядка 2500 школ) были укомплектованы компьютерами производства СП «Вариант».

### Правец 8D — клон Oric Atmos

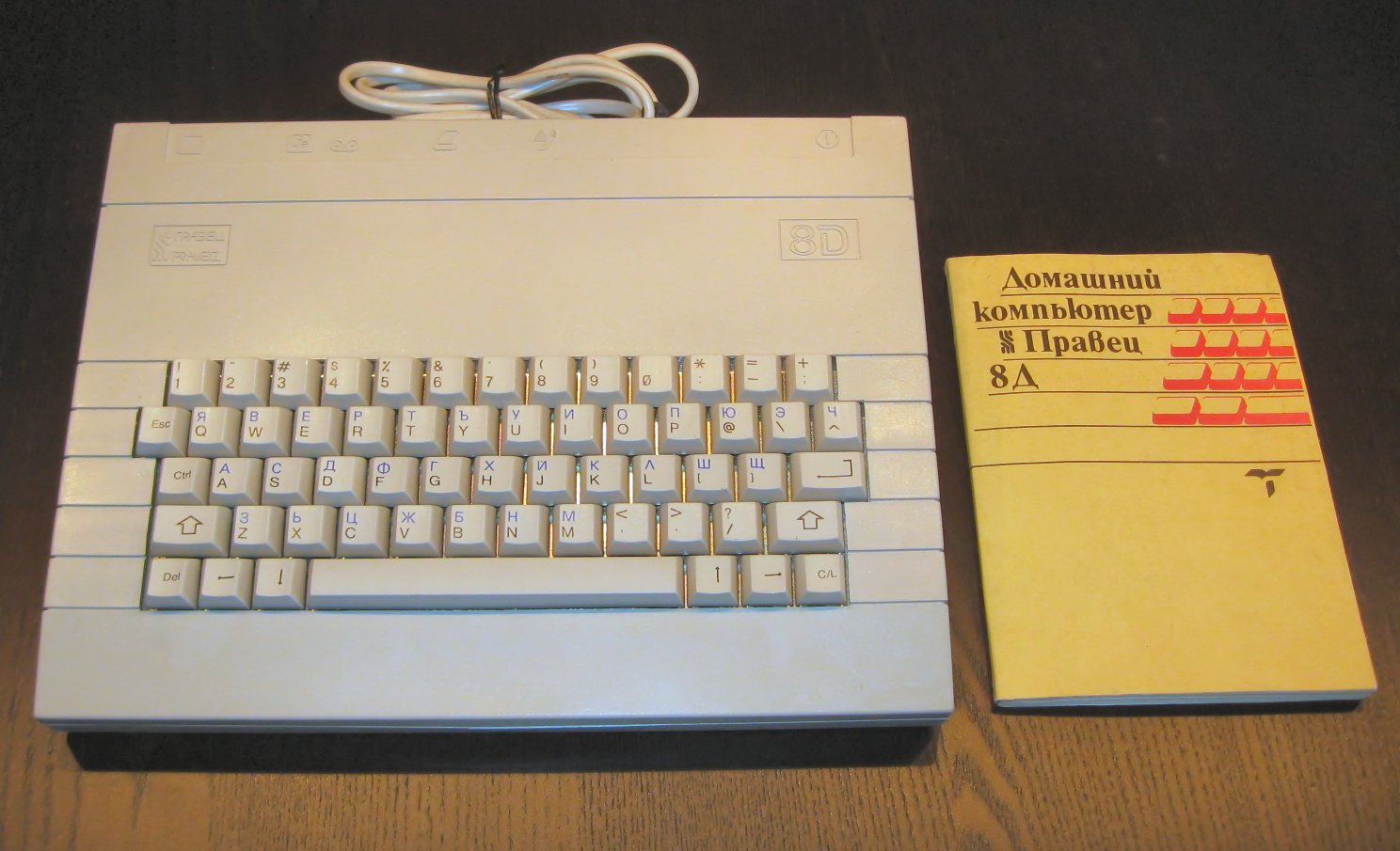
Правец 8D

Правец 8D («домашний») — 8-разрядный домашний компьютер, аналог Oric Atmos. Производился с 1985 по 1992 год. Работал на процессоре CM630 на частоте 1 МГц. ОЗУ 48 КБ, ПЗУ 16 КБ. Программируемый звуковой генератор AY-3-8912. Отличался от оригинала бо́льшим корпусом белого цвета, в котором находилась удобная механическая клавиатура и встроенный блок питания. Вместо специализированного компьютерного монитора использовался бытовой телевизор. ПЗУ было изменено для поддержки как латиницы, так и кириллицы. Первоначально в качестве внешней памяти использовался кассетный магнитофон, позже, в 1990 году, появился контроллер дисковода и дисковая операционная система DOS-8D. Компьютер не получил широкого распространения. Цена на 1985 год — 420 левов.

### Правец 16 — клон IBM PC

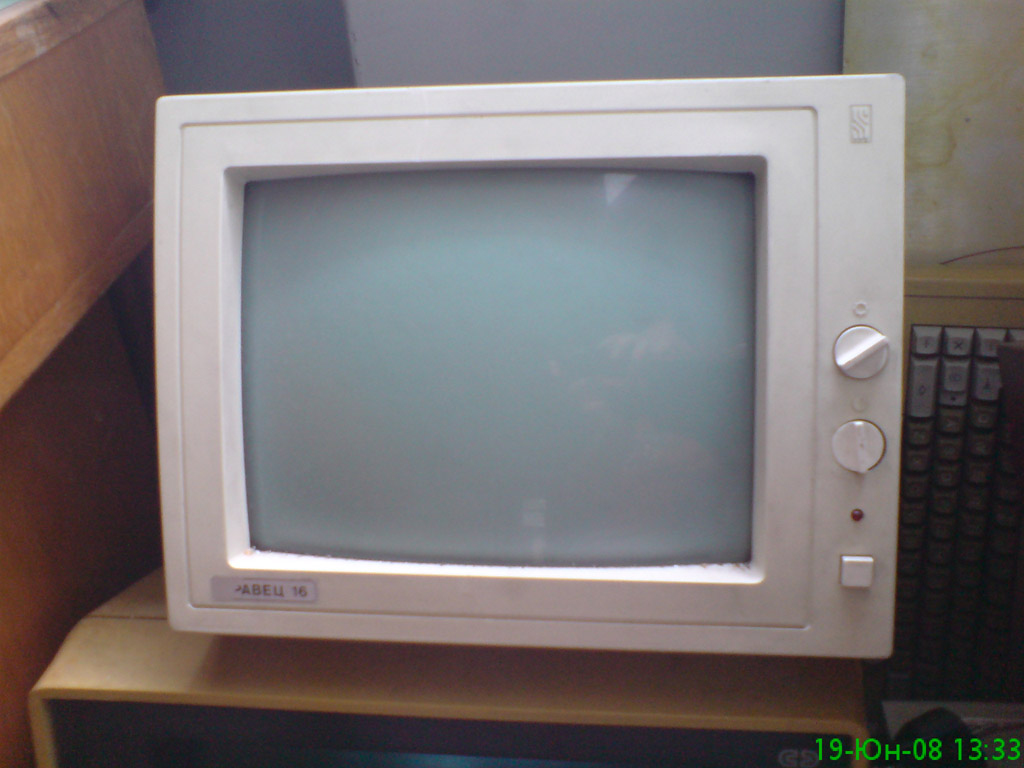
Монитор «Правец 16»

Правец 16 ЕС1839 (первоначальное название — ИМКО-4) — программный и аппаратный аналог IBM PC, выпускались модели с процессорами Intel 8088 и 8086. Производился с 1984 по 1988 год.
«Правец 16» оснащался цветным или монохромным CGA-дисплеем, жёстким диском с MFM-интерфейсом объёмом в 10 или 20 МБ, НГМД 5" (часто производства Кочо Цветаров) для дискет на 180 и 360 КБ, ОЗУ 256 или 512 КБ с возможностью расширения до 640 КБ (память монтировалась на платах, устанавливаемых в ISA-разъёмы расширения), двумя последовательными интерфейсами RS-232 и одним интерфейсом LPT. По тестам Norton Sysinfo производительность «Правец 16» составляла 0,6 от оригинального XT (в основном, за счёт очень медленного жёсткого диска).
Правец 16 E/ES — версия «Правец 16» на процессоре NEC V20, работающем на частоте 8 МГц. Производился с 1988 года.

## Интересные факты
- Аббревиатуру ИМКО (болг. индивидуален микрокомпютър — индивидуальный микрокомпьютер) часто неофициально иронично расшифровывали[кто?] как болг. Иван Марангозов копира оригинала (Иван Марангозов копирует оригинал), в честь главного конструктора.[источник не указан 630 дней][значимость факта?]
- Производство компьютеров под маркой «Правец» возобновилось с 2014 года — торговую марку зарегистрировал Бойко Вучев, инженер, который занимался компьютерами «Правец» с 1985 года. В городе Правце собирают ноутбуки из таиландских комплектующих[14][15].